# Solpugema tubicen
Espèce
Synonymes
- Solpuga tubicen Kraepelin, 1911

Solpugema tubicen est une espèce de solifuges de la famille des Solpugidae.

## Distribution
Cette espèce se rencontre en Afrique du Sud et au Zimbabwe.

## Description
Le mâle mesure 15 mm et la femelle 14 mm.

## Publication originale
- Kraepelin, 1911 : Neue Beitrage zur Systematik der Gliederspinnen. Mitteilungen aus dem Naturhistorischen Museum in Hamburg, vol. 28, p. 57-107 (texte intégral).